# Eugen Gerstenmaier

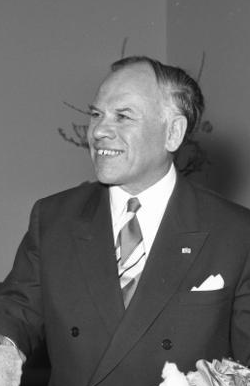
Eugen Gerstenmaier, 1960

Eugen Karl Albrecht Gerstenmaier (* 25. August 1906 in Kirchheim unter Teck; † 13. März 1986 in Oberwinter bei Remagen) war ein deutscher evangelischer Theologe und Politiker (CDU). Als Mitglied des Kreisauer Kreises war er in der Zeit des Nationalsozialismus in Pläne zum Attentat auf Adolf Hitler eingeweiht und wurde am 20. Juli 1944 verhaftet. 1945 organisierte er das Hilfswerk der Evangelischen Kirche in Deutschland, das er bis 1951 leitete. 1949 bis 1969 war er Bundestagsabgeordneter für die CDU, von 1954 bis zu seinem Rücktritt 1969 Bundestagspräsident. Seine Amtszeit von 14 Jahren, 2 Monaten und 15 Tagen ist die bislang längste in der Geschichte des Deutschen Bundestages.

## Leben

### Kindheit und Ausbildung
Eugen Gerstenmaier wurde als Sohn von Alberecht Gerstenmaier, einem Werkmeister in einer Klavierfabrik, und Albertine Gerstenmaier, geborene Lauffer, im württembergischen Kirchheim unter Teck geboren und besuchte dort auch die Grund- und Realschule. Nach dem Besuch des Eberhard-Ludwigs-Gymnasiums in Stuttgart, einer kaufmännischen Lehre und einigen Jahren als kaufmännischer Angestellter in einem Industriebetrieb, holte Gerstenmaier das Abitur nach und studierte ab 1930 Philosophie, Literaturwissenschaft und Evangelische Theologie an der Eberhard-Karls-Universität in Tübingen, der Universität Zürich und der Universität Rostock. Sein wichtigster Lehrer war der konservativ-lutherische Theologe Friedrich Brunstäd in Rostock, bei dem er auch promovierte. Brunstäd, ein Nationalprotestant, war bis 1930 Mitglied der Deutschnationalen Volkspartei gewesen und dann aus ihr ausgetreten, als diese sich der NSDAP angenähert hatte.

### Positionen im Kirchenkampf
Im aufkommenden Kirchenkampf trat Gerstenmaier im Sommer 1933 als Studentensprecher der Theologischen Fakultät Rostocks öffentlich für Friedrich von Bodelschwingh ein, den die Kirchenleitungen der Deutschen Evangelischen Kirche (DEK) zum Reichsbischof ernannt hatten. 1934 initiierte er eine Protestnote der Rostocker Theologiestudenten gegen die im Oktober 1933 erfolgte Wahl des von Hitler und den Deutschen Christen (DC) favorisierten Ludwig Müller zum Reichsbischof. Daraufhin wurde er festgenommen und war 1934 vorübergehend in Haft. Kleinere Zusammenstöße mit lokalen Vertretern des NS-Studentenbundes wurden aktenkundig gemacht. Ab Spätsommer 1933 nahm Gerstenmaier Verbindung zu Martin Niemöller auf und arbeitete mit diesem im Pfarrernotbund zusammen, einer Initiative gegen staatliche Übergriffe in den Raum der Kirche und zur Bewahrung der Freiheit der Verkündigung.
Im Jahr 1935 wurde Gerstenmaier in Rostock mit der Dissertation Schöpfung und Offenbarung über den ersten Artikel des Glaubensbekenntnisses zum Dr. theol. promoviert. 1936 wurde er auf Rat seines Doktorvaters wissenschaftlicher Hilfsarbeiter in dem von Theodor Heckel geleiteten Kirchlichen Außenamt der DEK. Hier baute er seine Dissertation zur Habilitationsschrift über das Thema Die Kirche und die Schöpfung aus, die er 1938 als Buch veröffentlichte. Darin schrieb er unter anderem:

„Die Rechtmäßigkeit des staatlichen Anspruchs hört dort auf, wo der Staat mit diesem Anspruch seine eigene Gemeinschaft nicht mehr schützt, sondern gefährdet oder verletzt. Dies geschieht in jedem Fall, wo er sich nicht mehr in dem völkischen Gesetz, das er verwaltet, von dem Gesetz Gottes bestimmt und gebunden weiß, wo er die Gottbezogenheit und Gottunmittelbarkeit seiner Bürger in Wahrheit nicht mehr respektiert.“

Mit dieser staatskritischen Stellungnahme befand sich Gerstenmaier nahe bei Positionen mancher evangelischer Theologen der Bekennenden Kirche. Er teilte jedoch nicht die theologische Position des radikaleren „Dahlemer“ Flügels der Bekennenden Kirche, der durch die Christologische Lehre Karl Barths geprägt war, wohl aber die politische Forderung nach Freiheit der Verkündigung für die Kirche und die Ablehnung des Arierparagraphen. Seine theologische Position war der seines Zürcher Lehrers Emil Brunner nahe, bei dem er im Sommer 1934 studiert hatte. Seine Mitarbeit im Kirchlichen Außenamt wurde ihm gegenüber manchen Mitgliedern der Bekennenden Kirche und manchen Oppositionellen zur Belastung aufgrund der Regimenähe des Außenamtes und dessen staatsloyaler kirchlicher Außenpolitik. Der Außenamtsleiter Bischof Heckel hatte sich beispielsweise über Dietrich Bonhoeffer herabsetzend geäußert. Andererseits konnte Gerstenmaier später die Auslandsreisemöglichkeiten, die das Amt bot, im Dienste des Widerstandes nutzen. 1942 wurde er als Konsistorialrat im Außenamt der Evangelischen Kirche Berlin fest angestellt; zuletzt war er Oberkonsistorialrat a. D.
Nicht nur seine Verhaftung als Student erschwerte Gerstenmaiers weitere akademische Karriere. Er wurde zwar 1937 noch an der Universität Berlin habilitiert und dort Privatdozent, die Lehrbefugnis wurde ihm jedoch entzogen und er erhielt keine staatliche Lehrerlaubnis (venia legendi). In einer Beurteilung von Regimevertretern, die bis auf seine Rostocker Studentenzeit zurückgriff, heißt es: „Es hat sich […] eindeutig gezeigt, dass G. ein fanatischer Anhänger der Bekenntniskirche ist, der sich aus dieser Anhängerschaft ganz klar gegen die nationalsozialistische Weltanschauung … gestellt hat. […] Lic. habil. Gerstenmaier ist aufgrund seiner buchstabenmäßigen kirchlichen Bindung Gegner des Nationalsozialismus als Weltanschauung.“ Der Reichsstudentenbund, Dienststelle Berlin, äußerte sich ähnlich: „Ich halte Gerstenmaier charakterlich für einen einwandfreien Mann, der aber ein Kämpfer für politische Ziele ist, die der nationalsozialistischen Bewegung absolut entgegen stehen.“
Später heißt es in einem Schreiben Reinhard Heydrichs als Chef der Sicherheitspolizei und des SD vom 18. April 1941 an das Auswärtige Amt: „Wie nachträglich bekannt wurde, ist Dr. Gerstenmaier seit mehreren Jahren als Referent für Fragen des Weltprotestantismus im Kirchlichen Außenamt tätig und steht der Bekenntnisfront nahe.“ Das zunehmende Misstrauen der Behörden erstreckte sich nicht nur auf Gerstenmaier, sondern schließlich auch auf das kirchliche Außenamt und Heckel. So heißt es in einem Schreiben Heydrichs an Außenminister Ribbentrop vom 2. April 1942: „Bei dieser Gelegenheit [einer Balkanreise mit Dienstpass des Auswärtigen Amtes] versuchte Dr. Gerstenmaier, den ökumenischen Patriarchen bzw. den Vatikan dazu zu bewegen, auf die britische Regierung für die Lieferung von Getreide aus ägyptischen Häfen nach Griechenland [für die hungernde Bevölkerung] einzuwirken. […] Die Folge dieser Politik wird unter anderem sein, dass auch der deutsche Protestantismus, dessen antivölkische und antinationalsozialistische Haltung gerade während des Krieges immer wieder bewiesen werden konnte, mit Hilfe des Auslandes neuen Auftrieb erhält und deshalb mit erheblich größeren Forderungen dem Nationalsozialismus gegenübertreten wird. Bischof Heckel bietet nach meiner Auffassung in persönlicher Hinsicht nicht die Gewähr, die politischen Interessen im Ausland einwandfrei zu vertreten.“ Ribbentrop gab daraufhin Weisung, dass das Auswärtige Amt keinerlei Beziehungen mehr zu Heckel oder Gerstenmaier zu unterhalten habe.

### Kreisauer Kreis
1939 wurde Gerstenmaier zur nebenamtlichen Mitarbeit in der kulturpolitischen Abteilung des Auswärtigen Amtes kriegsverpflichtet. Dort begegnete er seinen späteren Freunden aus dem Kreisauer Kreis, Hans Bernd von Haeften und Adam von Trott zu Solz. Sein Dienst verschaffte Gerstenmaier weitere Kontakte zu Staatsbeamten, die Hitlers Politik zunehmend kritisch beurteilten. Bereits im Juni 1940 plante er mit Fritz-Dietlof von der Schulenburg ein Attentat auf Hitler in Paris, das aber abgesagt werden musste.
1942 lud Helmuth James Graf von Moltke ihn in seine Widerstandsgruppe ein, den Kreisauer Kreis. Dieser strebte damals zwar einen Putsch und Regimewechsel an, lehnte aber ein Attentat auf Hitler noch ab. Gerstenmaier gehörte zu den wenigen, die für ein Attentat auf Hitler plädierten. Als Mitglied dieser Gruppe besuchte Gerstenmaier im Sommer 1942 Schweden, traf dort Bischof Yngve Torgny Brilioth und informierte diesen über die deutschen Widerstandspläne. Zwischen Moltke und dem Bischof der Evangelisch-Lutherischen Landeskirche Württembergs, Theophil Wurm, wie auch dem Oberregierungsrat Peter Graf Yorck von Wartenburg, der ebenfalls dem Kreisauer Kreis angehörte, arrangierte Gerstenmaier 1942 und 1943 Begegnungen in Berlin. Wurm kam so über den Kirchenkampf hinaus mit führenden Personen der Widerstandsbewegung in Verbindung und erhielt im Januar 1944 in Stuttgart auch Kenntnis von einer Proklamation, die Moltke nach gelungenem Putsch veröffentlichen wollte.
Am 20. Juli 1944 hielt sich Gerstenmaier „mit Pistole und Taschenbibel“ im Berliner Bendlerblock auf, um den Umsturzversuch nach dem Attentat auf Hitler zu unterstützen. Dort wurde er verhaftet und vom Volksgerichtshof am 11. Januar 1945 als einer der wenigen Widerstandskämpfer, der Nichtanzeige seiner Kenntnisse über den Widerstand beschuldigt, nicht zum Tod, sondern unter Vorsitz des Präsidenten des Volksgerichtshofs Roland Freisler zu sieben Jahren Zuchthaus verurteilt, obwohl der Vertreter des Oberreichsanwaltes beim Volksgerichtshof (Anklagevertreter) die Todesstrafe beantragt hatte. In der mündlichen Begründung des für Freislers Verhältnisse milden Urteils führte er aus, Gerstenmaier sei „weltfremd und unter Umständen noch für die Gemeinschaft wiederzugewinnen“. Der stellvertretende Reichspressechef Helmut Sündermann und dessen Frau sollen sich auf Bitten von Gerstenmaiers Schwester Hanna für Gerstenmaier bei Freisler eingesetzt haben. Am 14. April 1945 befreiten die amerikanischen Truppen Gerstenmaier aus dem Zuchthaus Bayreuth, ehe die Nationalsozialisten die dort einsitzenden politischen Gefangenen erschießen konnten.

### Nachkriegszeit
Im Gefängnis hatte Gerstenmaier den Entwurf für ein gesamtdeutsches Hilfswerk für die Nachkriegszeit ausgearbeitet. Auf dem ersten Treffen der evangelischen Kirchenführer in Treysa (29. bis 31. August 1945) wurde ihm die Leitung des von ihm mitbegründeten Hilfswerks der Evangelischen Kirche in Deutschland übertragen, die er bis zum 30. September 1951 innehatte. Gerstenmaier erhielt das Amt, obwohl er von Karl Barth, der ihn nicht kannte, in einem Artikel scharf angegriffen worden war. Anlass war ein unmittelbar nach der Zuchthausbefreiung der Neuen Zürcher Zeitung gegebenes Interview. Darin hatte Gerstenmaier in starker Zuspitzung ausgeführt, dass er „in enger Verbindung mit Pastor Martin Niemöller an der Begründung und dem Kampf der Bekennenden Kirche“ teilgenommen habe. Barth wusste dabei nichts von Gerstenmaiers Tätigkeit im Kirchenkampf und Widerstand. Ab 1945 war Gerstenmaier zudem Mitglied der Synode der EKD und Leiter des Evangelischen Siedlungswesens in Deutschland.
Das Evangelische Hilfswerk war das größte gesamtdeutsche Hilfswerk. Es leistete neben der humanitären Hilfe wie Kinderspeisung und Flüchtlingshilfe auch Hilfe zur Selbsthilfe und initialisierte damit einen wirtschaftlichen Wiederaufbau noch vor dem Marshall-Plan, indem statt Fertigwaren aus dem Ausland gespendete Rohstoffe in Deutschland weiter verarbeitet wurden. Damit wurden sowohl Arbeitsplätze wie Wertschöpfung im Lande geschaffen. Durch die Koppelung von Auslandshilfe und Selbsthilfe kam ein Hilfsprogramm von großer Leistungsfähigkeit zustande. Die Wiederansiedlung von Flüchtlingen in neu gegründeten Städten wurde ebenfalls vom Hilfswerk unterstützt. Ein altes Munitionslager verwandelte das Hilfswerk in die Flüchtlingsstadt Espelkamp mit (damals) 3000 Einwohnern.

### Die Eugen-Gerstenmaier-Siedlung in Wolfach
Um das in der Zeit nach 1945 akute Problem der Aufnahme von Flüchtlingen aus der Sowjetischen Besatzungszone und der DDR in den Griff zu bekommen, wurde 1953 eine neue Form von Übergangswohnheimen entworfen, die sich von einem gewöhnlichen Flüchtlingslager u. a. durch getrennte Wohneinheiten für jede Familie unterschied. Die Initiative dafür ging von Eugen Gerstenmaier aus. Die Ausführung stand unter der Obhut von Wagner, Leiter des Siedlungsdienstes des Evangelischen Hilfswerkes, und Prälat Wosnitzer, Leiter des Katholischen Siedlungswerkes innerhalb des Deutschen Caritas-Verbandes. Der Wolfacher Bürgermeister Arthur Martin (1911–1999) bemühte sich erfolgreich um die Errichtung der geplanten Testsiedlung in Wolfach, in der die Idee Gerstenmaiers 1953 erstmals in Deutschland verwirklicht wurde.

### Politiker in der Bundesrepublik

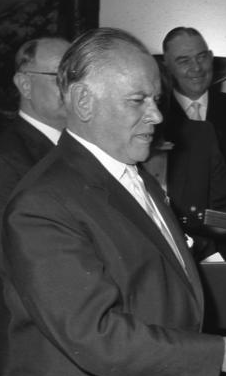
Gerstenmaier 1965

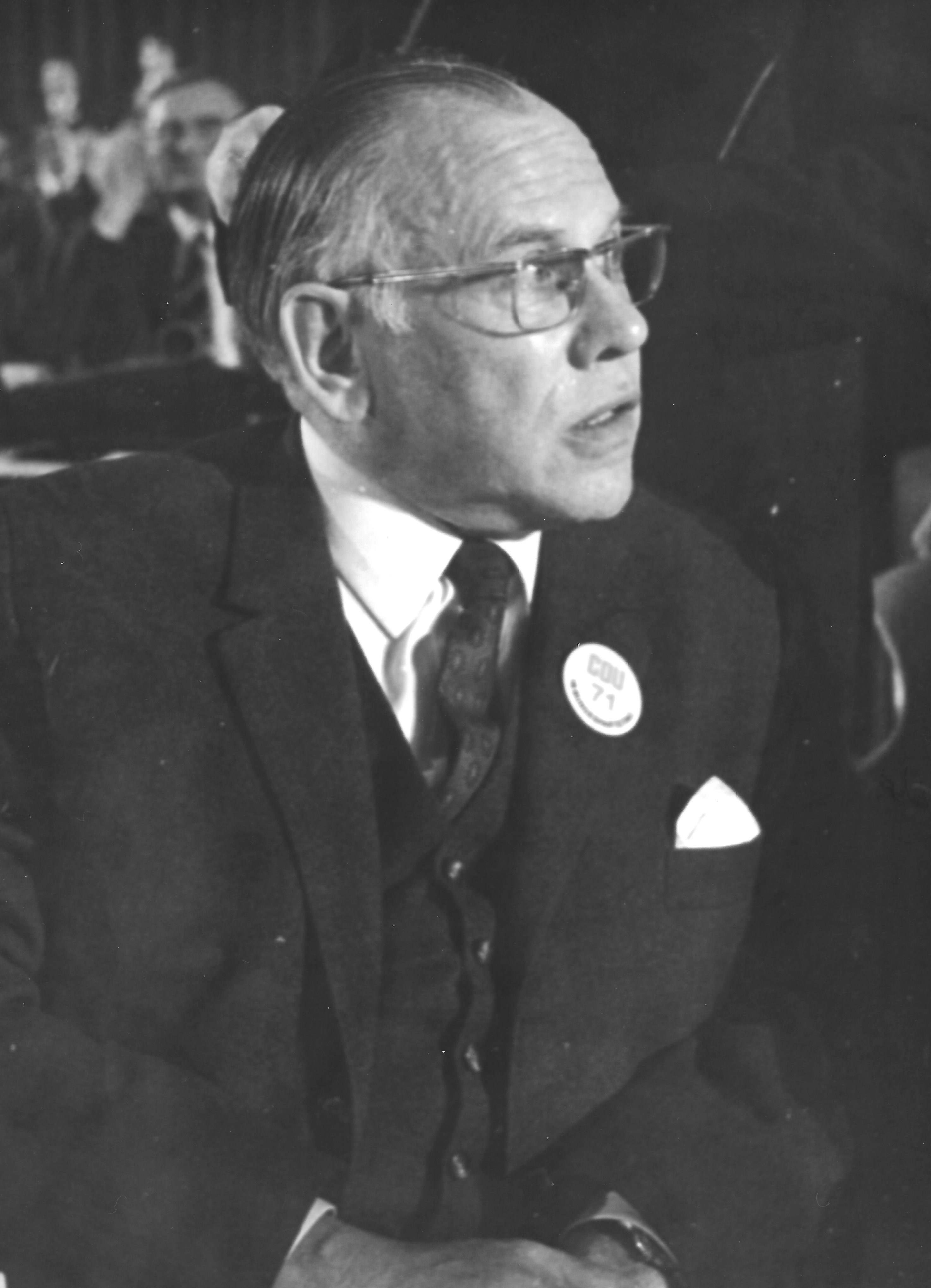
Bundesparteitag 1971 in Düsseldorf

Gerstenmaier wurde 1949 Mitglied der CDU und war von 1949 bis 1969 CDU-Bundestagsabgeordneter für den Wahlkreis Backnang. 1949 wurde ihm von Adenauer das Vertriebenenministerium angeboten. Da er damals noch Leiter des Hilfswerks war, schlug er Adenauer stattdessen Hans Lukaschek aus dem Kreisauer Kreis vor, der auch Minister wurde. 1949 bis 1953 war er stellvertretender Vorsitzender des Auswärtigen Ausschusses im Bundestag und anschließend bis zum 17. Dezember 1954 dessen Vorsitzender. Von 1956 bis 1966 war er stellvertretender Bundesvorsitzender der CDU, ab 1962 Mitglied des Präsidiums. Gerstenmaier unterstützte Adenauers Politik der Westbindung und der damals unpopulären Wiederbewaffnung.
In der ersten deutschen Rede im Straßburger Europaparlament erklärte er 1950, dass die Vereinigung Europas eine historische Notwendigkeit sei. Die Mehrheit der Deutschen wünsche die Wiederbewaffnung nicht, sie verabscheuten den Krieg, aber „wir erwarten nicht, dass andere uns verteidigen, ohne dass wir selber bereit sind, an dieser Verteidigung teilzunehmen auf der Grundlage der Gleichberechtigung.“
Die Wiederbewaffnung stieß in weiten Teilen der EKD auf Ablehnung, auch weil sie einer Wiedervereinigung Deutschlands entgegenzulaufen schien. Gerstenmaier bejahte die staatliche Einheit Deutschlands. Aus Sicherheitsgründen stellte er sich ebenso wie Adenauer gegen eine Neutralisierung, befürwortete aber einen weitergehenden Dialog mit der Sowjetunion, wozu Adenauer noch nicht bereit war. Am 3. Dezember 1953 hatte Gerstenmaier Adenauer brieflich als zukünftige Vorgehensweise vorgeschlagen, „die Aufnahme von Beziehungen zur Regierung der Sowjetunion einzuleiten mit dem Ziel: 1. Viermächte-Besprechungen über die Wiederherstellung der Einheit Deutschlands herbeizuführen und zu einem positiven Ergebnis zu bringen. 2. Einen Beitrag zu leisten zur Befriedung und Normalisierung der Beziehungen zwischen Deutschland, der Sowjetunion und den anderen Völkern Europas, zu denen diplomatische Beziehungen bis jetzt noch nicht aufgenommen werden konnten.“
In der Sozialpolitik wandte sich Gerstenmaier gegen die „Ausweitung des Wohlfahrts- zum Gefälligkeitsstaat“ und gegen eine Überdehnung des Sozialstaates, so in seinen Stuttgarter und Kieler Parteitagsreden von 1956 und 1958. Er teilte die marktliberale Position von Ludwig Erhard und warnte vor Aufweichungen dieser Position durch die Subventionswirtschaft, auch dann noch, als Erhard diese Grundsätze in seiner Kanzlerschaft nicht durchhalten konnte.
Gerstenmaier gehörte dem Wahlmännergremium der beiden Unionsparteien an, als deren Sprecher er am 7. April 1959 Adenauer als neuen Bundespräsidenten vorschlug, was dieser annahm. Einige Wochen später zog Adenauer seine Kandidatur jedoch wieder zurück.
Zudem war Gerstenmaier Mitglied des Europarats und der Gemeinsamen Versammlung der Montan-Union.

#### Stellung zur Atombewaffnung
Mit der Wiederbewaffnung war der Beitritt zur NATO, mit dieser die Einbindung der Bundeswehr in atomare Verteidigungsstrategien verbunden. Die USA begannen, taktische Atomwaffen seit 1954 auch auf westdeutschem Boden zu stationieren, und auch die Bundeswehr sollte mit ihnen ausgerüstet werden. Der Widerspruch des von 18 Wissenschaftlern unterzeichneten Göttinger Appells löste eine außerparlamentarische Protestbewegung gegen die Atombewaffnung aus. „Kampf dem Atomtod“ wurde von vielen Christen, zunächst auch von Sozialdemokraten und Gewerkschaften mitgetragen.
Gerstenmaier verteidigte die Atombewaffnung als Redner für die CDU in der ersten großen Bundestagsdebatte zu diesem Thema am 10. Mai 1957. Er sah die Option der Atombewaffnung auch als Faustpfand und wollte das Mitspracherecht für die Strategie und den Waffeneinsatz im Ernstfall. Weiter führte er aus: Human sein heiße, seine Berufung zur Freiheit zu erfassen. Dazu müsse man die gegebenen Chancen für Freiheit ergreifen. Diese bestünden aktuell darin, die freie Welt zu einen. Dazu sei Entschlossenheit zum Widerstand gegen jeden Angreifer notfalls mit allen Mitteln erforderlich. Dies sei keine Drohung, sondern eine einstweilen unentbehrliche Abschreckung. Auf den Zwischenruf eines SPD-Abgeordneten, der aus den Zehn Geboten „Du sollst nicht töten!“ zitierte, reagierte Gerstenmaier: „Ja, wissen Sie, man soll keinen Mord geschehen lassen. Heute heißt das Gebot ‚Du sollst nicht töten‘: alle Kräfte daher denen, die gewillt sind, dem Mörder in den Arm zu fallen, damit er den Stoß nicht führen kann.“ Gleichzeitig sprach Gerstenmaier in der Rede von der Notwendigkeit einer „allgemeinen Entspannung, einer Russlandpolitik des Ausgleichs und der Versöhnung“ und forderte: „Abrüstung auf der ganzen Linie und mit möglichst radikalen Konsequenzen! Aber auch in Freiheit, darum keine einseitige Abrüstung, kein Verzicht ohne klare greifbare Gegenleistung der anderen Seite.“

#### Wiedervereinigung und Friedensvertrag
Bereits 1958 schlug er vor, „die Sowjet-Union auf dem Umwege über einen Friedensvertrag an die deutsche Frage wieder heran[zu]führen“. Die Verhandlungen dazu hätten allerdings auch die Forderung nach den verlorenen Ostgebieten aufgeworfen, und dieses Anliegen hätte von den Amerikanern aufgebracht werden müssen, was diese jedoch ablehnten.
Am 30. Juni 1961 schloss Gerstenmaier die Sitzungsperiode des Bundestags mit dem Vorschlag, eine Einigung zwischen den Westmächten und der Sowjetunion darüber herbeizuführen, auf welchem Weg ein Friedensvertrag zustande kommen könnte. Der militärische und politische Status Gesamtdeutschlands, der Grenzverlauf und das Selbstbestimmungsrecht für das ganze deutsche Volk sollten verhandelt werden. Damit widersprach er Adenauers Politik, der freie Wahlen in der DDR als nicht diskutierbare Vorbedingung für solche Verhandlungen forderte und Verhandlungen ohne vorherige freie Wahlen in der DDR ablehnte. Gerstenmaier näherte sich damit den in der SPD-Opposition verbreiteten Vorstellungen, Adenauer brachte ihn jedoch durch ein gemeinsames Kommuniqué des CDU-Parteivorstandes wieder auf seine Linie.

#### Bundestagspräsident

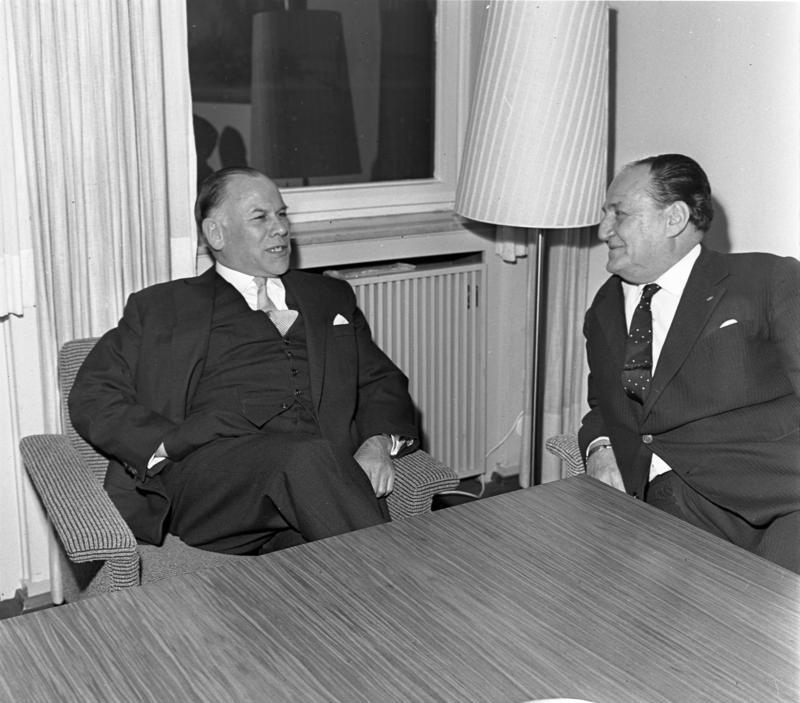
Eugen Gerstenmaier (links) im Gespräch mit Haya de la Torre (1961)

Nach dem plötzlichen Tod von Hermann Ehlers wurde Gerstenmaier am 16. November 1954 auf Vorschlag Konrad Adenauers dessen Nachfolger als Bundestagspräsident. Bei seiner Wahl musste er sich – ein im Bundestag einmaliger Vorgang – gegen einen Gegenkandidaten aus der eigenen Fraktion durchsetzen: Ernst Lemmer, den der FDP-Abgeordnete Hans Reif vorgeschlagen hatte. Gerstenmaier war vielen Abgeordneten auch der Regierungskoalition zu kirchennah und gewann erst im dritten Wahlgang mit 14 Stimmen Unterschied. Er amtierte dann aber bis 1969 und prägte in dieser Zeit dieses Amt. Neuerungen, die er einführte, waren unter anderem die Aktuelle Stunde für Abgeordnete und das Verfahren zur Großen Anfrage.
Von 1957 bis 1959 war Gerstenmaier zudem Vorsitzender der Unterkommission „Haushalt“ des Bundestagsvorstandes. In der CDU profilierte er sich als stellvertretender Bundesvorsitzender und geriet zeitweise in Gegensatz zu Adenauer, besonders in dessen Endphase als Bundeskanzler. Am Ende der Kanzlerschaft Erhards 1966 war er selbst mit Unterstützung von Franz Josef Strauß als Kanzlerkandidat im Gespräch. Er zog seine Kandidatur für die Fraktionsabstimmung jedoch wieder zurück, nachdem die CSU erklärt hatte, geschlossen für Kurt Georg Kiesinger stimmen zu wollen. Bei der Regierungsbildung bot Kiesinger ihm das Außenministerium an. Als Herbert Wehner dieses für Willy Brandt forderte, der sich ursprünglich auf das Wissenschaftsministerium beschränken wollte, verzichtete Gerstenmaier.

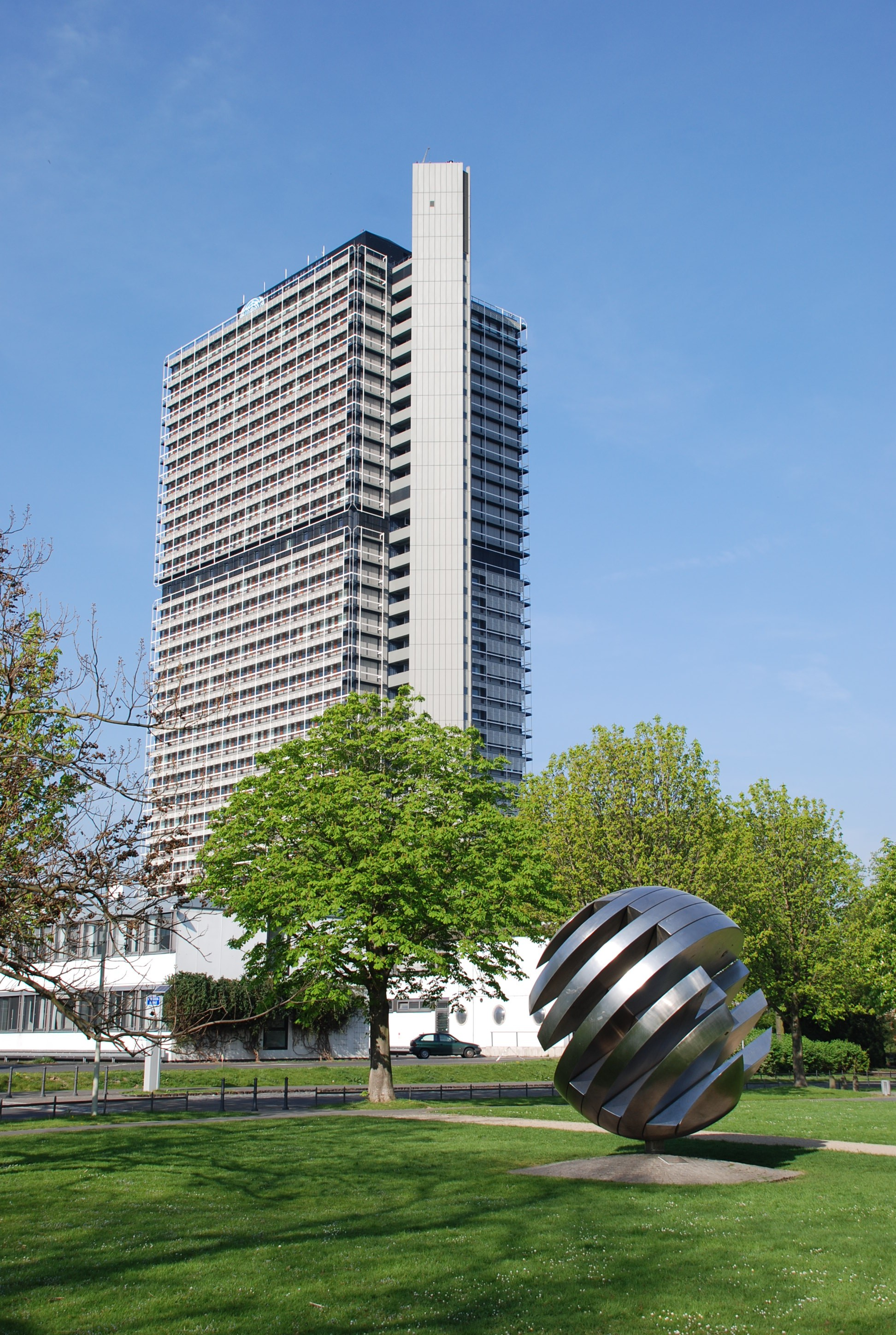
„Langer Eugen“ – Das Abgeordnetenhochhaus in Bonn (heute Zentrum des UN-Campus) (2007)

Als Bundestagspräsident hatte Gerstenmaier den Bau des Abgeordnetenhochhauses in Bonn besonders gefördert. Deshalb gab der Volksmund diesem Gebäude in ironischer Anspielung auf die geringe Körpergröße von Gerstenmaier den Namen „Langer Eugen“. Sein Einsatz für angemessene Arbeits- und Tagungsbedingungen für den Bundestag und seine Mitglieder in Bonn stieß in der Öffentlichkeit auf wenig Verständnis. Er wurde hier im internen Gespräch durchaus unterstützt, „wenn es aber darauf ankam, die benötigten Haushaltsmittel bereitzustellen und gegenüber der Öffentlichkeit zu vertreten, blieb er meist allein“. Dennoch gelang es Gerstenmaier, die Maßnahmen durchzusetzen. Für die Sicherung der Bausubstanz des Reichstagsgebäudes in Berlin hatte er sich schon in den 1950er-Jahren eingesetzt. In den 1960er-Jahren wurde der Reichstag dann für Fraktionssitzungen und parlamentarische Aktivitäten wieder hergerichtet.
Am 31. Januar 1969 legte Gerstenmaier das Amt als Bundestagspräsident nieder, nachdem er wegen der Inanspruchnahme von Wiedergutmachungsleistungen und der nachträglichen Zuerkennung des Professorentitels öffentlich in die Kritik geraten war. Zwar standen ihm Besoldungsnachzahlungen aus einer Hochschullehrertätigkeit rechtlich zu, die ihm die Nationalsozialisten verwehrt hatten. Doch die Höhe der Summe (281.107 DM) erregte Anstoß. Auch wurden Anschuldigungen erhoben, er habe auf die Gesetzgebung der siebten Novelle des Wiedergutmachungsgesetzes von 1965 zu seinen Gunsten Einfluss genommen, die mit der Formulierung „Personen, denen nach der Habilitation die Lehrbefugnis nicht erteilt worden ist“ ergänzt worden war. Dies führte in der Presse zu heftiger Kritik. Eine direkte Mitwirkung an der vom Bundesverfassungsgericht geforderten Novellierung konnte jedoch nicht belegt werden. Nach Ansicht von Rechtsexperten hätte sein Antrag von 1964 auch ohne Novellierung gute Aussichten auf Erfolg gehabt. Gerstenmaier soll die Summe, die er als Wiedergutmachung erhielt, nicht behalten haben, sondern an Hilfsfonds für Hinterbliebene der Opfer des 20. Juli und andere Bedürftige gespendet haben. Zu seinem Nachfolger als Bundestagspräsident wurde Kai-Uwe von Hassel gewählt.
Vor seinem Rücktritt 1969 hatte Gerstenmaier die Bundesversammlung, wie er es sonst regelmäßig getan hatte, wieder nach Berlin einberufen, wo Sitzungen von Bundesgremien nach Auffassung der DDR wegen des Viermächtestatus nicht zulässig waren. Diese spielte den westdeutschen Medien ein Stasi-Dossier zu, das beweisen sollte, dass Gerstenmaier nicht zu den Widerständlern im Dritten Reich gehört habe. Er sei auch nicht habilitiert gewesen und habe deswegen zu Unrecht eine Entschädigung beantragt. Zusätzlich ließ sie 1969 einen „Dokumentarbericht“ erscheinen (mit Bezug auf eine gefälschte SD-Karteikarte) unter dem Titel: Vom SD-Agenten P 38/546 zum Bundestagspräsidenten. Die Karriere des Eugen Gerstenmaier. Die Vorwürfe aus der DDR wurden 1974 durch Untersuchungen der Staatsanwaltschaft Bonn und nach der Wende auch durch Sichtung der Stasi-Unterlagen entkräftet.
Ein anderer Kritikpunkt war ein Grundstück, das er 1959 von der Stadt Stuttgart für 50.000 Mark erworben hatte und 1967 mit sechsstelligem Gewinn an die Stadt zurückverkaufen wollte.
Nach seinem Rücktritt zog Gerstenmaier sich aus der Politik zurück. Er legte 1981 seine Memoiren vor und starb 1986.

## Familie
Im Jahr 1941 heiratete Eugen Gerstenmaier Brigitte von Schmidt, eine Deutschbaltin, deren Familie nach der Oktoberrevolution nach Deutschland geflohen war. Die Eheleute hatten drei Kinder, zwei Söhne (Albrecht Georg und York) und eine Tochter (die Publizistin Cornelia Gerstenmaier).

## Ehrenämter
Von 1956 bis 1970 war Eugen Gerstenmaier Präsident der Deutschen Afrika-Gesellschaft. Er war zudem stellvertretender Vorsitzender der Deutschen Afrikastiftung. 1980 gehörte er für die CDU neben Hermann Kunst (Vorsitzender), Alex Möller (SPD), Rudolf Hanauer (CSU) und Bernhard Leverenz (FDP) zu den Mitgliedern der Schiedskommission zur Überwachung der Einhaltung des Wahlkampfabkommens im Bundestagswahlkampf.
Von 1977 bis zu seinem Tod war er Vorsitzender der Vereinigung Ehemaliger Mitglieder des Bundestages (ab 1984: Vereinigung ehemaliger Mitglieder des Deutschen Bundestages und des Europäischen Parlaments e. V.)

## Ehrungen
- 1952: Ehrendoktor (D.) der Theologischen Fakultät der Universität Münster
- 1955: Großkreuz des Verdienstordens der Bundesrepublik Deutschland
- 1956: Ehrendoktor (Ph. D.) der Universität Wittenberg (USA)
- 1957: Großes Goldenes Ehrenzeichen am Bande für Verdienste um die Republik Österreich[38]
- 1964: Ehrendoktor (Dr. jur. h. c.) der Universität Seoul
- 1966: Wichern-Plakette
- Ehrenpräsident der Baltischen Gesellschaft in Deutschland
- Eugen-Gerstenmaier-Platz in Berlin-Lichterfelde[39]
- Eugen-Gerstenmaier-Platz in seinem Geburtsort Kirchheim unter Teck

## Veröffentlichungen
- Die Kirche und die Schöpfung. 1937.
- Kirche, Volk und Staat. 1937.
- Hilfe für Deutschland. 1946.
- The Church Conspiratorial. In: We survived. Hrsg. Eric Boehm. New Haven 1949, S. 172–191.
- Die Evangelische Kirche und ihre Sozialpolitik. 1952.
- Reden und Aufsätze. 2 Bände. Stuttgart 1956–1962.
- Rang und Stand in der modernen Massenwelt. 1960.
- Der dritte Bundestag. Zum Wahlgesetz und zur Gestalt des künftigen Parlaments. In: Der Wähler, Jg. 1955, Heft 11, S. 495–497.
- Brauchen wir einen besseren Bundestag? In: Der Spiegel. Nr. 38, 1964, S. 28–43 (online – Spiegel-Gespräch mit dem Präsidenten des Deutschen Bundestages, Dr. Eugen Gerstenmaier).
- Neuer Nationalismus? Stuttgart 1965.
- Öffentliche Meinung und Parlamentarische Entscheidung. In: Karl Dietrich Bracher u. a.: Die moderne Demokratie und ihr Recht. Festschrift für Gerhard Leibholz zum 65. Geburtstag. Tübingen 1966, S. 123–134.
- Zukunftserwartungen der Demokratie. In: Bitburger Gespräche. Jahrbuch 1972/73, Trier 1974, S. 41–50.
- Gewissensentscheidung im Parlament. In: Deutsches Ärzteblatt, Jg. 1980, Heft 30, S. 1855–1858.
- Deutsche und Juden. (Rede auf dem jüdischen Weltkongress), Frankfurt/Main 1967, S. 96–105.
- Konrad Adenauer, Ehrung und Gedenken. Stuttgart 1967.
- Streit und Friede hat seine Zeit. Ein Lebensbericht. Frankfurt am Main 1981. (Autobiographie)
- Der 20. Juli im Bendlerblock. In: Streit und Friede hat seine Zeit. Erneut abgedruckt in: Widerstand in Deutschland 1933–1945. Ein historisches Lesebuch. Hrsg. von Peter Steinbach und Johannes Tuchel, München: Beck, 1997, S. 345–349 (Bericht von Eugen Gerstenmaier über seine persönlichen Erlebnisse und Eindrücke am 20. Juli 1944 im Bendlerblock in Berlin, mit Wiedergabe des letzten Wortes von Stauffenberg).